# Гранада
Гранада (шп. Granada) је главни град покрајине Гранада у аутономној заједници Андалузија у јужној Шпанији. Такође подразумева и територију некадашње маварске краљевине, Таифе Гранада.
Застава Гранаде састоји се од две једнаке вертикалне пруге. Онај део заставе који је прикачен за јарбол, црвене је боје, док је други део зелен. У самом центру се налази грб.
Унутрашњост службеног грба Гранаде састоји се од три дела. На горњој половини унутрашњости грба приказани су Католички краљеви са својим крунама, Фернандо и Изабела, како у царским одорама седе на својим троновима. Краљ Фернандо држи мач у својој десној руци, док краљица Изабела држи жезло. Доњи део је подељен на два блока-на левом је приказана Кула Бдења (Torre de la Vela), са које се вијори црвено-жута шпанска застава, а на десном се може видети отворен плод нара у својим природним бојама. Цео унутрашњи део окружен је са четири дворца, шест лавова окренутих према унутра и са две тврђаве са којих се вијоре заставе Шпаније. Око њих је обавијена уска трака, док се на грбу налази сјајна златна круна.

## Историја
Гранада је веома стар град. Због заштићеног положаја између околних брда, као и због неуобичајено плодног земљишта, ово подручје било је веома рано насељено. Прво је постојао као иберско насеље по имену Илтурир које је имало контакте са Феничанима, Картагињанима и Грцима. У петом веку п. н. е. Грци оснивају колонију и називају је Елибирге (грч. Ἐλιβύργη). Римљани му дају име Илиберис. После распада Римског царства, област је пала под утицај северноафричког царства, односно Вандала. Од 534. године један читав век је била под источноримском владавином, а од почетка 7. века Гранада је припала Визиготима. маварских
Године 711. град су освојили Мавари и име је промењено у Илбира. Као центар управе провинције 756. основан је нови град под називом Мадинат Илбира (лат. Madinat Ilbira), или на шпанском, Медина Елвира (шп. Medina Elvira) око 10 km североисточно у подножју планине Сијера Елвире. Истовремено су људи почели да за област старог насеља користе назив Калат Гарната (арап. Qal’at Garnata) што значи Тврђава од Гранаде, из чега се развило данашње име града.
Након пропасти Халифа од Кордобе 1012. године, своју моћ у провинцији је искористио Кланшеф Зави ибн Зири и претворио град у седиште своје династије која се овде задржала око 80 година и владала једном од важнијих мањих краљевина Андалузије. Од 1238. до 1492. Гранада је била главни град царства султана.
Дана 2. јануара 1492. капитулирао је последњи муслимански владар, Боабдил, и предао град краљици Изабели I од Кастиље и краљу Фернанда II од Арагона, Католичким краљевима (шп. Reyes Católicos). Овај догађај означава крај Реконкисте на Пиринејском полуострву. Након тога хришћанска војска је велики део маварскоg становништва побила и протерала у северну Африку у област данашњег Марока.
Године 1499. по наређењу бискупа Сиснероса од Толеда (шп. Gonzalo Jiménez de Cisneros) на пијаци Гранаде направљена је ломача како би се спалиле све књиге природних наука, филозофије, астрономије, историје и исламске теологије. На тај начин начињен је до дана данашњег ненадокнадив губитак целокупној људској цивилизацији.
На сву срећу, поједини примерци књига из области медицине су сачувани и представљали су касније основу за настанак модерне медицине у Европи. У току овог догађаја дошло је до великог страдања свих нехришћана, Мавара и Јевреја. Том приликом су разорени и спаљени велики делови града, укључујући и јеврејску четврт, која је постојала вековима за веме муслиманске власти.
После побуне преосталог муслиманског становништва до које је дошло јер су нови хришћански владари, супротно договору о предаји Гранаде, забранили исповедање ислама и покренули насилно покрштавање, морискоси (шп. Moriscos), због забране њихове религије, у периоду од 1569. до 1671. и од 1609. до 1611. године протерани су прво у друге делове Пиринејског полуострва и касније у Африку. Многи су населили данашњи Тунис и Алжир и тамо развили своју културу. Тада је Гранада пропала у привредном погледу.

## Географија
Гранада се налази на југу Шпаније и главни је град истоимене покрајине. У њој живи око 265.000 становника. Лежи недалеко од Сијера Неваде између два брда, у долинама река Даро (шп. Darro), Хенил (шп. Genil) и Биро (шп. Beiro) на висини од 670 m. Река Даро протиче кроз центар града и на тај начин ствара границу између брда Сакромонте (шп. Sacrtomonte) и Албаисин (шп. Albaycin).
У покрајини Гранада се налазе неки од највиших врхова Европе као што су Муласен (шп. Mulhacen) (3,481 m), Велета (шп. Veleta) (3,470 m) и Алкасаба (шп. Alcazaba) (3,314 m). Ови врхови су током целе године покривени снегом.
Удаљеност Гранаде од других Шпанских градова:
- Мадрид, 433 km;
- Кадис, 454 km;
- Малага, 128 km;
- Севиља, 251 km.

Аеродром Гранаде се налази 15 km од Гранаде, на путу ка Малаги. Сијера Невада је од града удаљена 30 km, а обала око 65 km.

### Клима
Клима у Гранади је пријатна и сува. Ваздух је чист и здрав, а небо је најчешће ведро. Снег, магла и јаки ветрови су веома ретки у овом граду.
Ипак, Гранада као покрајина има веома разноврсну климу и пејзаже. Од алпске вегетације на Сијери Невади до тропске обале Мотрила (шп. Motril), где је просечна зимска температура око 15 °C, док се у неким селима Сијере Неваде спушта чак до минус 10 °C.
Просечна годишња температура у Гранади је 14 °C, просечна највиша 40 °C, а просечна најнижа 4 °C. Најкишовитији месеци су новембру, марту и априлу. Најпријатније температуре су током пролећа и јесени, па су самим тим ова годишња доба најповољнија за посету овог града.

## Знаменитости

### Музеји
Гранада има велики број музеја, различитих типова и квалитета, где се приказују колекције великих уметничких интереса, етнолошких и културних. Археолошки и етнографски музеј (шп. Еl Museo Arqueológico y Etnográfico), Музеј ликовних уметности (шп. el Museo de Bellas Artes), Центар Хосе Гереро (шп. el Centro José Guerrero), Музеј меморије Андалузије (шп. el Museo Memoria de Andalucía) или Кућа-музеј Федерика Гарсија Лорке (шп. la Casa-Museo de Federico García Lorca) неки су од најбољих културних узора.

#### Археолошки и етнографски музеј Гранаде
Археолошки и Етнографски музеј Гранаде (шп. Еl Museo Arqueológico y Etnográfico de Granada) изграђен је 1867. године; мада до 1879. године сматран је само Габинете де Антигуедадес (шп. Gabinete de Antigüedades) зависним од Комисије знаменитости Гранаде (шп. Comisión de Monumentos de Granada), која је створила своју прву колекцију са фондом Комисије знаменитости, са две секције: археолошке и ликовне уметности. 1917. године купио је Кућу Кастрил (шп. Casa de Castril) да би преместио музеј на то место. Кућа Кастрил (шп. La Casa de Castril) сматрана је једном од најбољих ренесансних палата Гранаде. Она је била на одговарајући начин промењена да би се музеј могао сместити у њеним просторијама. Поред Куће Кастрил (шп. Casa de Castril) откривена је кућа сликара Рафаела Латоре (шп. Rafael Latorre) која је била купљена 1962. године као продужетак музеја. 1980. године замишљена је нова сала, Етнолошки одељак, који се никада није отворио. Садржина музеја обухватала је и велико археолошко откриће палеолита и неолита направљеног у покрајини Гранаде, као иберијски, феничански, римски и арапски делови изузетне вредности. 

#### Научни парк Гранаде
Научни Парк Гранаде (шп. Parque de las Ciencias de Granadа) је први интерактиван музеј науке у Андалузији и један од изванредних у Шпанији. Од свог отварања, у мају 1995. године прерастао је у три фазе до изградње више од 26 000 метара квадратних који чине његову површину. У новембру 2008. године отворена је четвртина фазе продужетка која је дуплирала површину центра и такође његову садржину. Научни Парк се налази у централној зони Гранаде и постао је један од основних туристичких атракција, посебно за ученике свих школа из Андалузије. Парк је направљен од значајног броја изложби сталних и привремених.

#### Музеј меморије Андалузије КутијаГранаде
Музеј меморије Андалузије (шп. El Museo de la Memoria de Andalucía) налази се испред Парка Наука, у архитектонском простору авангарде, пројектован од стране архитекте Албрета Кампа Баеза (шп. Alberto Campo Baeza). Има колекцију која показује уметничку меморију Андалузије, као једну регију повезану са светом, још од путника и уметника романтичара, кроз Пикаса и Барка, Хосеа Герера (шп. José Guerrero), Луизу Буржоа (fr. Louise Joséphine Bourgeois), Луиса Гордиља (шп. Luis Gordillo) и многих других. Повезан са социјалним радом КутијеГранаде (шп. CajaGranada), чији је циљ да достигне све јавне, ученике, породице, туристе и групе са ризиком од друштвене искључености.

#### Ботаничка Башта Универзитета Гранаде
Универзитет Гранаде има ботаничку башту која се налази на Правном факултету. Изграђен је 1786. године и након неколико етапа напуштања обновљен је крајем 20. века, обновио је своју стару скицу и стекао је функцију доцента коју је временом изгубио. Тренутно броји око 70 дрвећа различитих врста између којих се истиче посебно гинко.

#### Музеј Ликовних Уметности Гранаде
Музеј Ликовних Уметности Гранаде (шп. El Museo de Bellas Artes de Granada) смештен је у Палати Карла V, у ренесансној згради повезаној са Алхамбром. За порекло овог музеја заслужна је конфискација Мендисабала, који је претпоставио ширење бројних уметничких дела која су припадала религиозним редовима и која су била узета са овог места.
Након проласка кроз разна места, 1923. године сместио се у Кућу Кастрил (шп. Casa de Castril) где је делио простор са Археолошким музејом и са Краљевском Академијом Ликовних Уметности. У XIX веку указала му се прилика да врати своје средиште као музеј Палате Карла V. Процес је дуго трајао: шестог октобра 1958. године, отворио се коначно Музеј Ликовних Уметности Гранаде на својој новој локацији, на првом спрату Палате Карла V, где се и данас налази. Музеј је у скорије време био обновљен, и отворен поново у јануару 2008. године. Њиме тренутно управља Министарство културе (шп. Consejería de Cultura), Хунта де Андалузија (шп. Junta de Andalucía).
Колекцију музеја чине углавном слике и скулптуре, од XV до XX века. Широке и богате позадине долазе од верских установа из XIX века. Касније су им се придружила и дела донета из музеја Прадо. Међу најстаријим деловима, истиче се једна реплика скулптуре Свете Марије (шп. Santa María) из Алхамбре, који води до Врата Правде (шп. Puerta de la Justicia) у Алхамбри, и од слика истиче се Бодегон дел кардо (шп. Bodegón del cardo) од Хуана Санћеса Котана (шп. Juan Sánchez Cotán).

#### Музеј Алхамбра
Музеј Алхамбра (шп. El Museo de la Alhambra), такође се назива и Народни Музеј Хиспаномуслимансе Уметности (шп. Museo Nacional de Arte Hispanomusulmán) налази се у јужном крилу у приземљу палате Карла V у Алхамбри. Постоји од 1780. године под именом музеј Алхамбре. Од 1962. године звао се Народни Музеј Хиспаномуслимансе Уметности и 1994. године поново је променио своје име и био је Одбор Алхамбре и Генералифе (шп. Patronato de la Alhambra y Generalife), од тада када се преместио, организовао се према новим захтевима музеја. Садржи комаде хиспаномуслиманске уметности од половине осмог века до последњих година маварске културе. Састоји се од седам сала где се налазе објекти који су подељени по тематским и хронолошким облицима.
Комплекс зграда „црвене тврђаве“ Алхамбре обухвата велики број луксузних дворана и два главна дворишта: Двориште мирти (шп. El Patio de los Arrayanes) и Двориште лавова (шп. El Patio de los Leones) чувено по малим луковима у облику венаца и фонтани украшеној статуама лавова. У спољашњој декорацији Алхамбра показује изузетну финоћу, док унутрашње дворане одликују тавнице украшене мањим удубљењима, алвеолама или орнаментима налик на сталактите. Након пада Гранаде у хришћанске руке 1492. године, бајковити маварски комплекс палата постаје резиденција шпанских краљева.

#### Остали музеји
У граду такође можете посетити и друге музеје као што су: Музеј Гарсија Лорке (шп. Museo García Lorca); Кућа Музеј Мануела де Фаље (шп. Casa Museo Manuel de Falla); Музеј Кућа Писа (шп. Museo Casa de los Pisa); Музеј Родригез-Акоста (шп. Museo Rodríguez-Acosta); Центар Тумачења Сакромонте (шп. Centro de Interpretación Sacromonte); Центар Хосе Гереро (шп. Centro José Guerrero) и Палата Грофа Габиа (шп. Palacio de los Condes de Gabia), која за циљ има да промовише модерну или савремену уметност.

## Музика и позориште
Гранада је блиско повезана са музиком, како ученом, тако и народном. Аутохтони музички облик је Замбра (шп. La Zambra, La Zambra mora), врсту фламенка, развили су Роми (шп. Los Gitanos) у пећинама Сакромонте (шп. Sacromonte). Мануел де Фаља (шп. Manuel de Falla), шпански композитор, написао је већину својих дела у Гранади, између осталог и оперу “Кратак живот” (шп. La vida breve), чија је радња смештена управо у овом граду почетком XX века. Андрес Сеговија (шп. Andrés Segovia), чувени гитариста, провео је део своје младости у овом граду, где је и научио да свира гитару. Песму “Гранада” написао је мексички песник Агустин Лара (шп. Agustín Lara) инспирисан музиком из Гранаде. Песма је постала незванична химна града и преведена је на више језика. Такође, изводили су је многи познати и признати певачи на многим значајним догађајима. Шездесетих година XX века, Мигел Риос (шп. Miguel Ríos), познат и под именом Mike Ríos, el rey del Twist, рок певач и композитор, који је завршио своју професионалну каријеру, компоновао је песму “Повратак у Гранаду” (шп. Vuelvo a Granada).
Интернационални фестивал музике и плеса у Гранади (шп. Festival Internacional de Música y Danza de Granada) основан је 1952. године и одржава се сваке године. Нуди велики број концерата и спектакала. На овом фестивалу учествују бројни истакнути уметници, који су пореклом из Гранаде. Што се тиче фламенка, ту су Енрике Моренте (шп. Enrique Morente), певач и Хуан Абићуела (шп. Juan Habichuela), гитариста. Рок групе: 091, Лагартиха Ник (шп. Lagartija Nick) и Планете (шп. Los Planetas). Џез представник је Кубанац Нарди Кастељини (шп. Nardy Castellini) који се афирмисао у Гранади, а блуз представник је група Блуз бенд из Гранаде (шп. La Blues Band de Granada).
Град има и симфонијски оркестар Оркестар града Гранаде (шп. Orquestra Ciudad de Granada), Општински музички бенд (шп. Banda Municipal de Música de Granada), и различите камерне групе и хорове.
Град има више позоришта и позоришних сцена. Две сцене се налазе у Палати изложби и конгреса (шп. Palacio de Exposiciones y Congresos de Granada), амфитеатар Карлос I (шп. Anfiteatro Carlos I) који има капацитет од 1550 места и Сала Гарсија Лорка (шп. Sala García Lorca) од 2000 места. Аудиторијум Мануел де Фаља (шп. Auditorio Manuel de Falla) има 1214 места, Театар Алхамбра (шп. Teatro Alhambra) 298, а Општински театар Изабела Католичка (шп. Teatro Municipal Isabel Católica) 662. Треба споменути и Театар Исидоро Мајкез (шп. Teatro Isidoro Maiquez) и Корал дел Карбон (шп. Corral del Carbón).

## Прославе

### Света недеља
Света недеља (шп. La Semana Santa) у Гранади представља један од најзначајнијих религиозно-културних и уметничких догађаја. Одржава се од 18. века. Датум се мења из године у годину, углавном се поклапа са првим пуним месецом пролећне равнодневнице. Света недеља у Гранади је другачија него у другим градовима, тада се читава Гранада претвара у огромну сцену. Саобраћај се зауставља, и људи излазе на улице. За време Свете недеље у Гранади 32 братства са преко 2000 ходочасника се крећу главним улицама града. 
Програм траје 7 дана: 
- El Domingo Ramos en GranadaСвета недеља, Гранада
- El Lunes Santo en Granada
- El Martes Santo en Granada
- El Miércoles Santo en Ganada
- El Jueves Santo en Granada
- El Viernes Santo en Granada
- El Sábado Santo en Granada
- El Domingo de Resurreción en Granada[4]

### Тома де Гранада
Тома де Гранада (шп. Toma de Granada) је празник који се одржава 2. јануара како би се прославио коначан пад Гранаде који се догодио 1492. године. На балкону општине је постављена застава и узвикује се три пута име града. На крају се уз пратњу шпанске химне изговара «За славне Католичке краљеве, Фернанда V од Арагона и краљицу Изабелу I од Кастиље! Живела Шпанија! Живео краљ! Живела Андалузија! Живела Гранада!»

### Дан крста
Обичај (шп. Día de la Cruz) да се за време овог празника праве крстови потиче из 20. века. У крајевима Албацин и Реалехо почињу да праве мале олтаре са крстом како би обележили месни празник који се слави 3. маја сваке године. У данашње време различита културна удружења праве крстове и организује се такмичење за најбоље направљене и украшене.

## Области

### Реалехо
Реалехо (шп. Realejo) је била Јеврејска област за време Насрида. Јеврејска популација је била толико важна да је Гранада била позната као Јеврејска Гранада (шп. Granada de los judios). Данас је то област коју чине Андалузијске виле, са баштама које гледају на улицу, које се зову Кармене (шп. Los Carmenes).

### Картуха
Област садржи истоимени картузијански манастир: Картуха (шп. Cartuja). То је стари манастир започет у старо готском стилом чија унутрашњост је украшена барокним елементима. У овој области су такође изграђене зграде као продужеци Универзитета у Гранади.

### Биб-Рамбла
Топоним је постојао за време Арапа. Данас, Биб-Рамбла (шп. Bib-Rambla) је врухнац гастрономије посебно са ресторанима великих тераса. Арапски базар се састоји од неколико уских улица, које почињу одавде и иду све до катедрале.

### Сакромонте
Име Сакрамонте (шп. Sacramonte) потиче од оближњег манастира, који је основан 1600. године на брду Валпараисо (шп. Valparaiso) изван старог града, и који је изграђен на катакомбама.
На падинама брда налази се традиционална ромска четврт. У Сакромонтеу се 1. фебруара велики број људи окупи да прослави дан градског првог бискупа и заштитника Гранаде, Сесилија од Елвире. Прослава и сам манастир су главни актери очувања и пропагирања лика Светог Сесилија.
Легенда каже да су катакомбе место мучеништва Светог Сесилија и да манастир чува реликвије за које се верује да припадају њему и једанаест других светаца. Такође поседује исписане оловне плоче и књиге које су пронађене заједно са реликвијама (Оловне књиге Сакромонтеа), али су касније званично проглашене фалсификатима.
Маварско становништво Гранаде је протерано у друге делове Шпаније након Маварске побуне 1568. године (са изузетком неколико Мавара од поверења који су служили краљу, и којима је дозвољено да остану у старој маварској четврти Албаисин, уз брдо Валпараисо).
До краја 19. века, област је постала дом ромској заједници, који су изградили куће у пећинама ископаним у меканим стенама брда. Четврт је постала позната по фламенко музици и плесу, али је након великих поплава и принудних евакуација 60-их година 20. века број становника драматично смањен. Од раних 90-их, област ипак почиње полако да се развија у туристичку атракцију и центар ромске културе.

### Албацин
Албацин (шп. Albacin), смештен на врху брда које се налази на десној обали реке Даро, је стара Маварска четврт која посетиоца одводи у јединствен свет: поглед на стари град Елвире, Зирид пре него што су га Мавари преименовали у Гранаду. Била је дом многим уметницима који су учествовали у изградњи Алхамбре (шп. Alhambra). Од посебног је значаја Трг Св. Николе одакле се пружа запањујући поглед на Алхамбру.

### Заидин
Заидин (шп. Zaidin), некада место лоше плаћених радника је данас највећи крај намењен најбогатијима. Традиционално је било насељено Гитанима, међутим данашње становништво је углавном из северне и западне Африке, Кине и многих Северно Америчких земаља. Сваке суботе ујутру, ова област је домаћин велике отворене пијаце где многи Гитани долазе да продају разноврсно воће и поврће, гардеробу и обућу, и друге разноврсне ствари

## Гастрономија
Кулинарство Гранаде потиче од арапско-андалузијске кухиње и представља спој најразличитијих зачина, како оних арапског порекла тако и оних типично јеврејских, као што су коријандер, кумин, мускатни орашчић, цимет, бадем, суво грожђе или мед. Верује се да се традиционална кухиња овог града развила у периоду између XII и XV века када су у њему живеле три етничке групације-муслимани, хришћани и Јевреји. Након протеривања Јевреја и Мавара хришћани су све чешће користили свињско месо у спремању јела. На тај начин желели су да истакну своју независност од поменутих народа, с обзиром на то да и ислам и јудаизам забрањују конзумирање свињетине.
Климатске разлике у различитим деловима Гранаде, од обала, преко равница, па све до врхова Сијера Неваде, условиле су постојање различитих производа-поврћа, меса, рибе, који се комбинују у многим јелима. Најпознатија је, свакако, шунка са Тревелеса. Типична јела Гранаде су пасуљ са шунком и тортиља сакромонте, која се припрема од куваног мозга и говеђих тестиса, који се потом мешају са јајетом.
Од других јела треба издвојити чорбу olla de San Antón, која се обично једе половином јануара, затим чорбу од купуса, која се спрема од поврћа и махунарки, паприкаш од бораније и циганску чорбу. Типична јела која се спремају ѕа прославе Дан крста и Дан светог Сесилија су saladillas con habas.
За Гранаду су, као и за остатак Андалузије, типична предјела која се називају tapas, а која се могу дегустирати на многим локацијама у граду.

## Градови побратими
- Екс ан Прованс
- Бело Оризонте
- Корал Гејблс[5]
- Фрајбург
- Маракеш
- Шарџа[6]
- Тетуан
- Снајтон
- Тлемкен